# Палац одружень (Алма-Ата)
Палац одруження — будівля в Алма-Аті, призначена для проведення одружень, пам'ятка архітектури місцевого значення.

## Історія
Перша в Казахстані будівля Палацу одруження була збудована за рішенням першого секретаря ЦК КП Казахської РСР Дінмухамеда Кунаєва. Відкриття відбулося 22 листопада 1971 року. Розташувалася будівля на проспекті Абая, в мальовничому місці поряд з річкою Веснівка. Будівлю зведено за проєктом архітекторів Мендікулова Малбагара, Олександра Леппіка та інженера Оразимбетова Нургази. Авторами художнього оформлення будівлі: стінного живопису, мозаїки та карбування були художники: Молдахмет Кенбаєв та Цивчинський Миколай.

## Архітектура та оформлення
Будівля Палацу одруження є круглою двоповерховою спорудою, що складається з двох циліндричних об'ємів, які символізують обручки, що перетинаються один в одному. Основу конструкції становить порожнистий залізобетонний каркас, діаметр якого становить 34 метри, а стіни та покрівля — монолітні на ригелях. Фасад будівлі виконаний з білого мармуру та розділений круговим склінням, а цокольна частина знаходиться на північному боці та відзначена полірованим гранітом. Сонцезахисні пристрої, що прикрашають вікна, мають геометричний візерунок у вигляді національного орнаменту, що додає будівлі легкості та урочистості. Усередині будівлі інтер'єр виконаний у стилі казахської юрти.
До початку нульових років, коли не розпочалась висотна забудова району, Палац шлюбних церемоній утворював єдиний ансамбль з цирком і Театром драми.
Оригінальність внутрішньому інтер'єру будівлі здавали вестибюль та зали урочистостей, спочатку багато декоровані білим мармуром, біломармурові колони, габро та полірованим дубом. На 1-му поверсі розташовувався двоколірний вестибюль, кімнати нареченого та нареченої, ритуальний зал. З центру вестибюля біломармурові сходи ведуть на 2-й поверх, де знаходиться зал урочистостей. На цокольному поверсі за проєктом були розміщені адміністративно-службові приміщення, зал сувенірів та подарунків, сполучені широкою обхідною галереєю. У центрі було розміщено об'ємну кришталеву люстру, що мала численні світильники.

#### Художнє оформлення
Стіни другого поверху Палацу були прикрашені оригінальним живописом художників Молдахмета Кенбаєва та Миколи Цивчинського, на яких було зображено казахських молодих дівчат та хлопців у національних костюмах, другий поверх вінчав мідний барельєфний фриз у національному казахському стилі. З заднього зовнішнього боку фасаду художниками було виконано мозаїчне панно зі смальти, на якому зображено казахську закохану пару, два скакуни та два лебеді. Біля головного центрального входу художниками було виконано карбування осіб хлопця та дівчини.
Наприкінці 1987 року оригінальний живопис у національному стилі на стінах другого поверху зазнав навмисного знищення, стіни зафарбовані.

## Пам'ятник архітектури
З 1979 року будинок Палацу одруження надано статус пам'ятника архітектури місцевого значення, будівля входить до державного списку пам'яток історії та культури Алмати.

## Реконструкція
У 2001 році Палац одруження був підданий реконструкції, яку виконали замість необхідної за законом реставрації, оскільки будівля є пам'яткою архітектури місцевого значення. В результаті реконструкції внутрішні інтер'єри будівлі повністю були перероблені, з другого поверху зник вінчаний мідний барельєфний фриз у національному казахському стилі, оригінальна кришталева люстра та карбування біля головного входу. До головного входу була прибудована прибудова, внутрішні колони втратили білий мармур.
У 2013 році проводилася чергова капітальна реконструкція будівлі, з фасаду частково зникла мармурова обробка, замість якої з'явилися гіпсокартон та ліпнина. Оригінальні віконні рами замінили інші.
У 2017 році будинок було передано в оренду приватному власнику, яким знову було проведено чергову реконструкцію будівлі. Біля головного входу будівлі демонтовано прибудову, встановлено мозаїку. Фасад виконаний частково китайським мармуром. Перед головним входом, приватним власником змінено історичну подобу прилеглої території. Було демонтовано сходовий марш, що складається з 6 ступенів (плит) червоного граніту, замість яких встановлені сірі (сходи) плити в кількості 5 одиниць. Знесено розарій та його декоративну чавунну огорожу, їли обрізані. Демонтовано флагштоки з державним прапором та прапором міста.